# Улица Тургенева (Тюмень)
У́лица Турге́нева (в 1858—1918 годах — у́лица Полице́йская) — улица в Центральном районе города Тюмени. Проходит от улицы Герцена до улицы Республики.

## История улицы

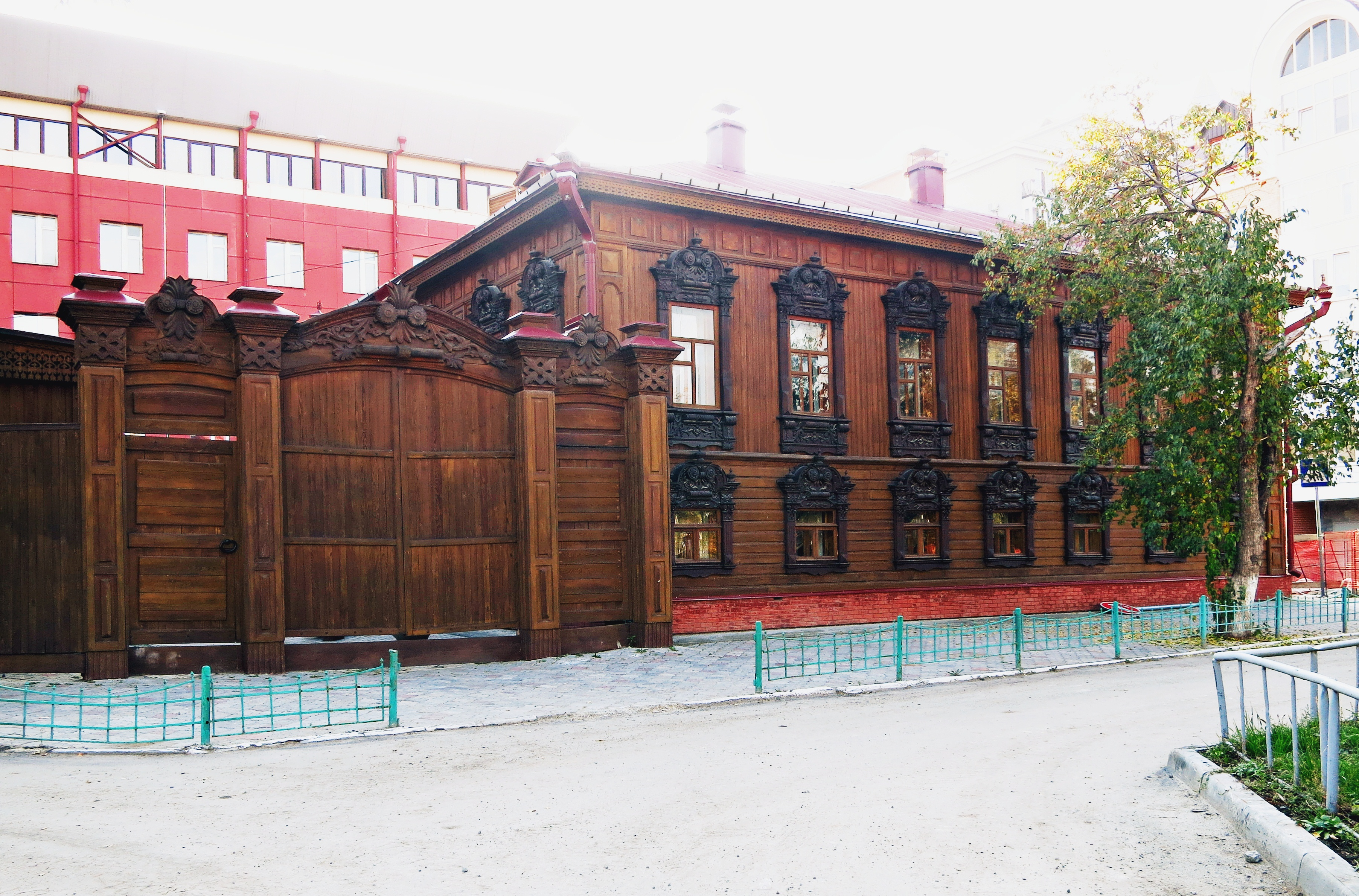

Первое название Улица Тургенева — одна из самых старых в Тюмени. Она прослеживается уже на первом известном плане Тюмени конца XVII в. На плане регулярной застройки Тюмени после пожара 1766 г., утвержденном («конформированном») Екатериной II, современная улица Тургенева намечена отчетливо. Проложена она практически там же, где пролегала до пожара её предшественница. В конце 60-х гг. XVIII в. её застроили обычными в то время деревянными домами. В 1810 году в самом начале улицы, на перекрестке с современной ул. Володарского (бывшая Знаменская), построили в стиле классицизма кирпичное здание — дом градоначальника Тюмени. Несколько лет спустя в нём разместилось военное присутствие, а позже — жандармское управление города. Теперь этот дом — № 5 по ул. Володарского — известен как военный комиссариат Калининского административного округа Тюмени. Когда после 1858 г. в Тюмени стали давать названия улицам, то современную ул. Тургенева назвали Полицейской, поскольку в единственном на ней кирпичном доме располагалась полиция города. Название продержалось до осени 1918 г. Ещё недавно, каких-то 100 лет назад, улица была существенно длиннее за счет прибрежной к Туре части. Тогда от ул. Знаменской до берега Туры располагался целый городской квартал: улица Полицейская пересекала ул. Успенскую (теперь Хохрякова) и за нею до берегового обрыва было ещё полквартала, то есть ул. Тургенева едва не пересекалась с ул. Серебряковской (ныне Советская). Теперь эти места смыты водами Туры, и ул. Тургенева начинается далеко от её берегов, сразу с домов под номерами 9 и 12.

### И. С. Тургенев

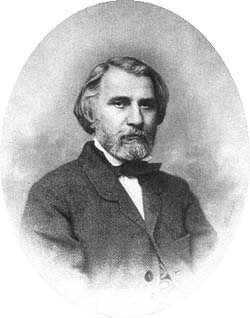

9 ноября 2003 г. исполнилось 185 лет со дня рождения русского писателя И. С. Тургенева (1818—1883 гг.). Он был очень русским и вместе с тем очень европейским человеком и писателем, бо́льшую часть жизни провел во Франции и вряд ли когда-либо интересовался Тюменью. Тем не менее в Тюмени есть улица Тургенева в историческом центре города. Она, как тетива лука, соединяет дугу крутых берегов Туры и речки Тюменки, проходит через середину площади Борцов революции (бывшей Александровской), пересекая ул. Республики и Ленина.

### Начало развития улицы
На планах Тюмени столетней давности видно, что ул. Полицейская заканчивалась у перекрестка с ул. Архангельской (ныне Урицкого), упираясь в отвершек оврага, по которому течет р. Тюменка (его ещё называют Городищенским логом). Этот отвершек тянулся до улицы Иркутской (теперь Челюскинцев) по тому месту, где сейчас проходит ул. Герцена, которая здесь была раньше односторонней и лепилась нечетной стороной по берегу оврага. Позже овраг засыпали, по нему прошла ул. Герцена, и ул. Тургенева продлилась дальше до самого Городищенского лога, но здесь она застроена только с одной нечетной стороны, по краю оврага. В октябре 1918 г. российская общественность должна была бы отметить 100- летие со дня рождения И. С. Тургенева, одного из четырёх «королей прозы» XIX века, но России было не до юбилеев: полыхала гражданская война. 20 июля 1918 г. 69 представителей «белой» власти тюменской городской Думы изучали произведения И. С. Тургенева в гимназиях и университетах, и потому не забыли провести некоторые юбилейные мероприятия, одним из которых было переименование улицы Полицейской в улицу Ивана Сергеевича Тургенева, а площади в Тургеневскую. Так она называется и поныне.

## Достопримечательности

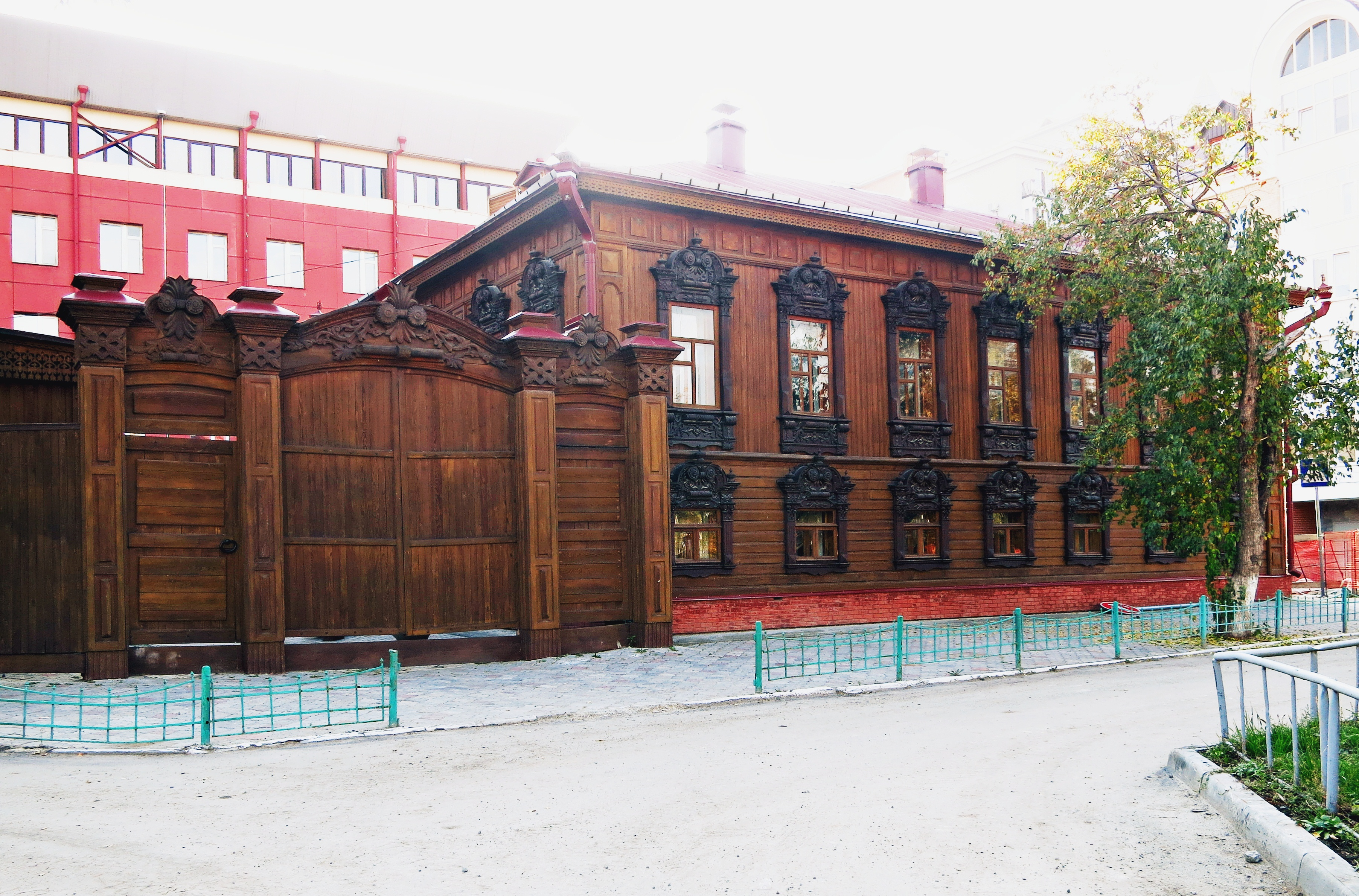
улица Тургенева, 9

Первый из них— двухэтажный дом № 9 (или по ул. Республики, № 16), украшенный наличниками традиционной тюменской резьбы
Рядом с домом № 9 шла бесконечная стройка областного ожогового центра при городской больнице № 1. В 2001 г. его руинизированные стены передали университету. Строители укрепили здание, достроили, и 10 февраля 2003 г. в нём начались занятия студентов исторического факультета, здесь находится факультет заочного образования, медпункт и другие службы ТюмГУ. Хотя здание полностью находится на ул. Тургенева, оно имеет адрес: ул. Ленина, 23. Ожоговый центр разместили на ул. Мельникайте во второй областной клинической больнице, оснастили его лучшим в России оборудованием. Официально он открыт 15 августа 2003 г.
Интересной деревянной резьбой украшен дом № 12, построенный также в XIX веке. Он объявлен памятником деревянного зодчества решением облисполкома от 05.07.1976 г.

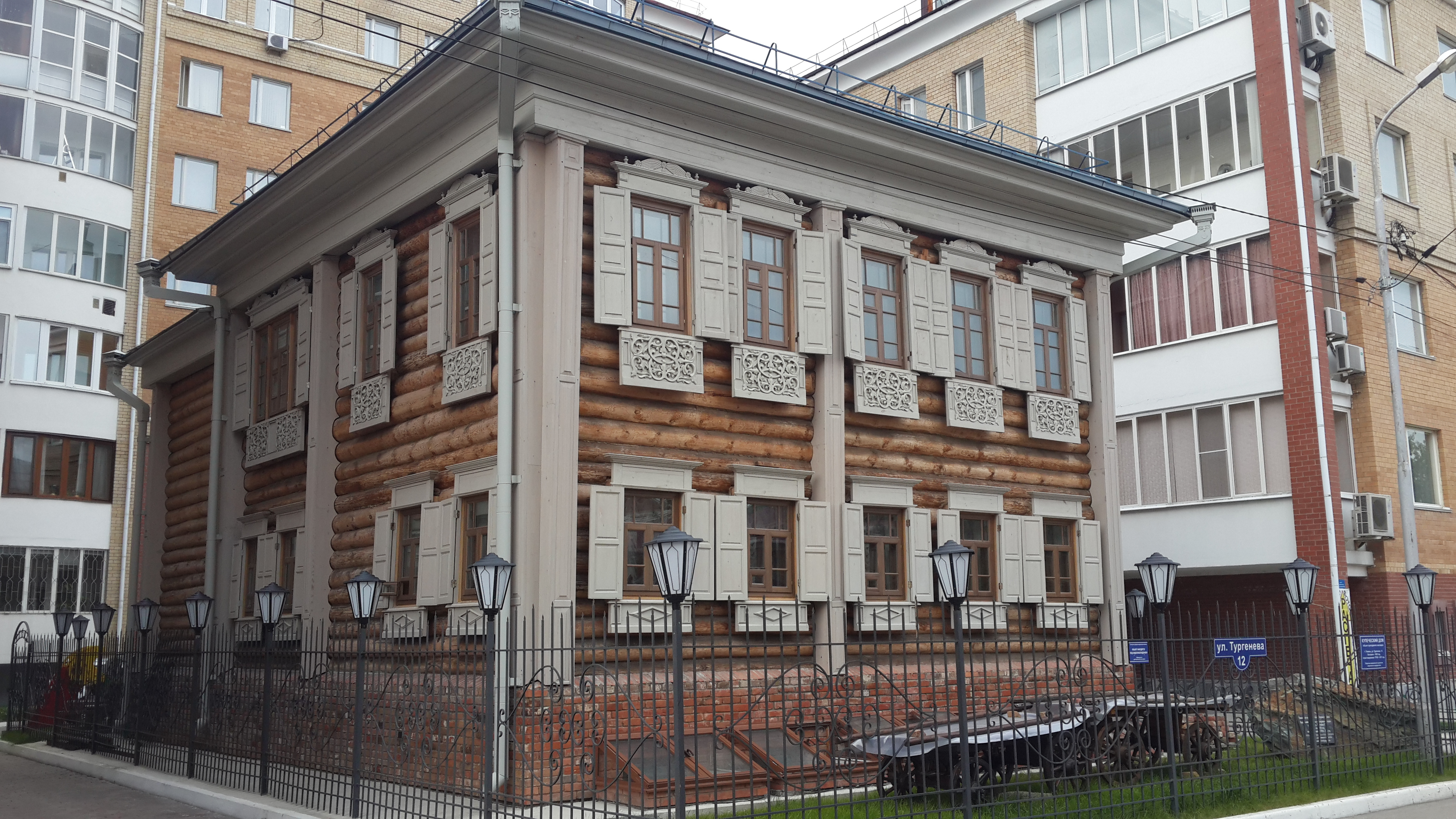

На нечетном углу перекрестка с ул. Ленина расположен дом бывшего тюменского заводо-владельца Н. Д. Машарова (1865—1922 гг.). Этот каменный дом Н. Д. Машаров купил у кого-то к своей свадьбе в 1898 г. В годы советской власти в доме Машарова находились различные учреждения, последней здесь много лет располагалась детская поликлиника. В 1991 г. дом передали Тюменскому областному краеведческому музею, а с августа 1994 г. в нём развернута экспозиция «Дом Машарова». Здесь демонстрируется интерьер городского дома конца XIX — начала XX вв., устраиваются различные выставки, вечера, встречи. Дом объявлен памятником архитектуры областного значения решением облисполкома от 05.07.1976 г

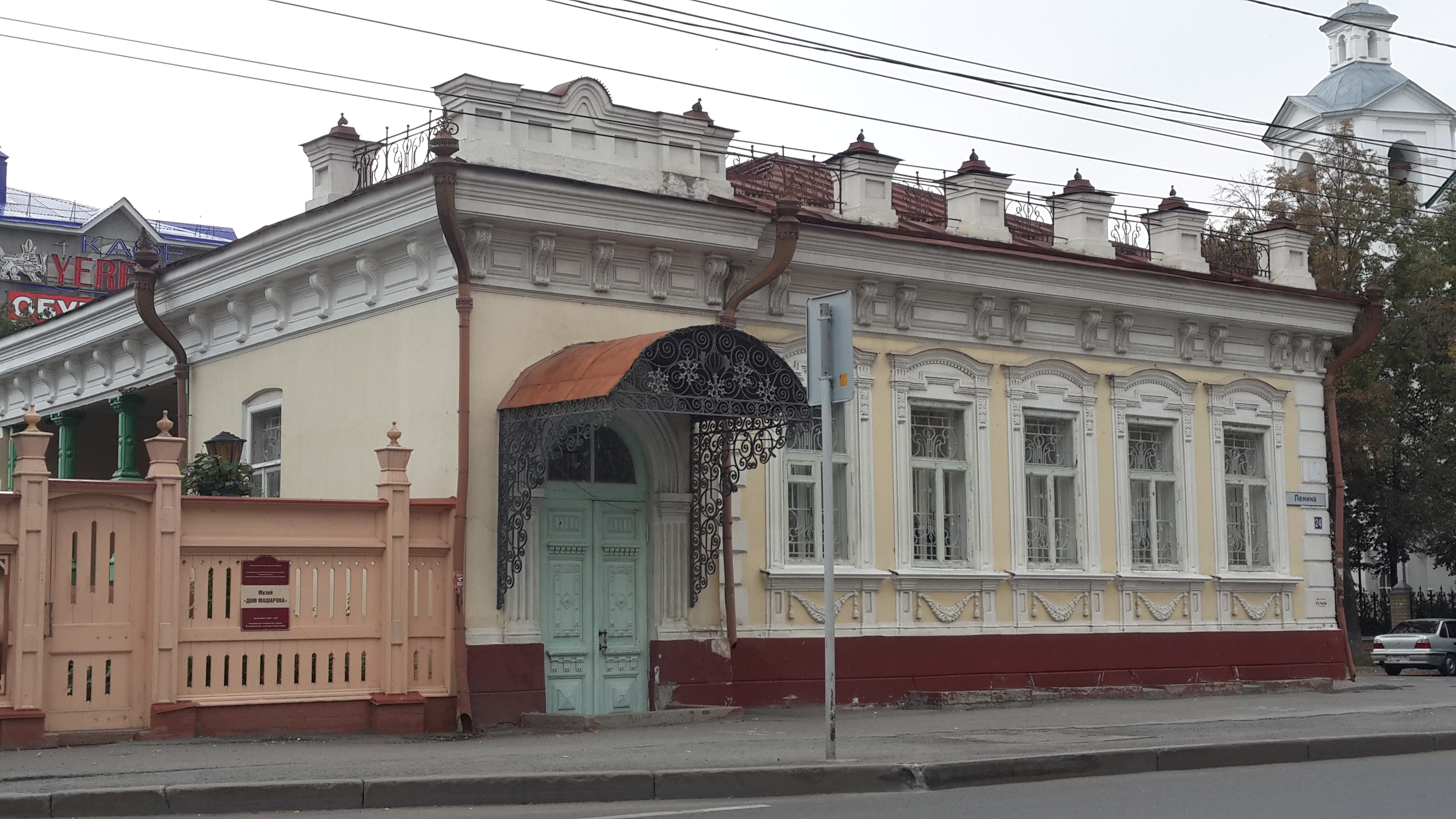

Церковь Архангела Михаила. Почти весь квартал между улицами Ленина и Герцена на четной стороне занимает территория храма Архангела Михаила. Первую деревянную церковь построили на этом месте ещё в самом начале XVII в. (в 1616 г. она уже существовала). Из камня церковь построена в 80-е годы XVIII в., в XIX в. она дважды подвергалась реконструкции. При советской власти в июле 1925 г. церковь Архангела Михаила передали от христиан-тихоновцев, сторонников патриарха Тихона, предавшего анафеме советскую власть, христианам-обновленцам, которые выступали за перестройку церкви и поддержку советской власти. Однако 10 декабря 1929 г. церковь закрыли и изъяли из общины христиан. Здание рекомендовали передать под общежитие или школу. Это была первая церковь Тюмени, закрытая советской властью. В 1934 г. разобрали колокольню, сняли купола, переделали церковь под клуб, контору, склад и гараж. В 1941 г. помещение передали Военведу под гарнизонную прачечную. В 1945 г. в стенах бывшего храма сделали общежитие со столовой… Последним, в 1992 г., отсюда съехал трест «Уралсельэлектросетьстрой». Останки храма передали Тобольско-Тюменской епархии. С 1993 г. началось восстановление храма и закончено в 2001 г. Он стал украшением перекрестка и всего ближнего угла города.

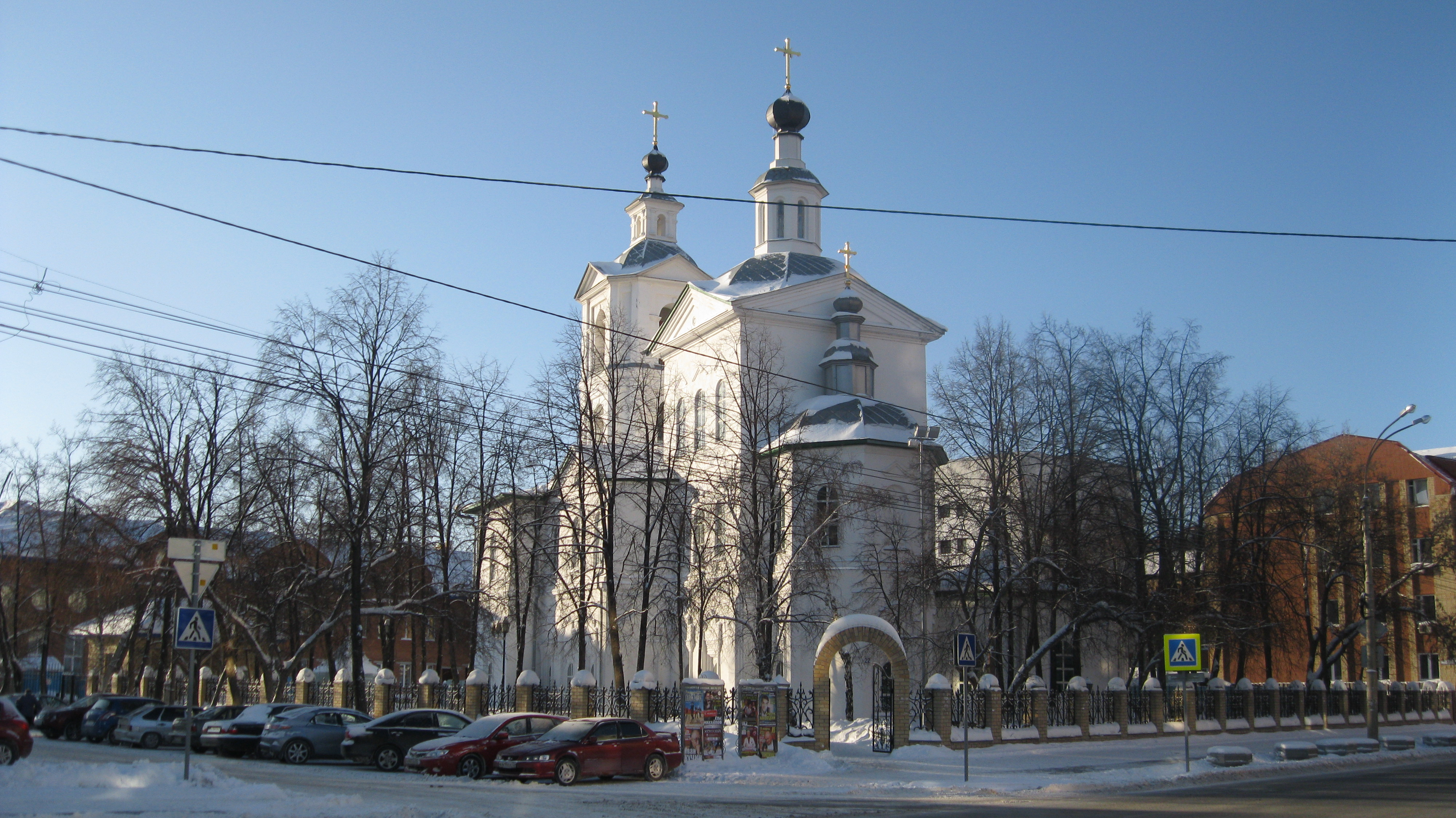
Церковь Михаила Архангела в Тюмени. Вид с перекрёстка улиц Ленина и Тургенева.

## Анализ городской среды
| Протяженность улицы             | 283 м. |
| Количество пешеходных переходов | 6      |
| Количество фонарных столбов     | 11     |
| Количество рекламных баннеров   | 11     |
| Количество перекрёстков         | 1      |

На самой улице имени Тургенева нет остановок для общественного транспорта.
Самые близлежащие остановки: Площадь борцов революции (ул. Республики), а также остановка Госбанк (ул. Ленина).

## Инфраструктура улицы
| Количество жилых домов             | 2 |
| Количество административных зданий | 3 |
| Количество аптек                   | 1 |
| Количество музеев                  | 2 |
| Количество церквей                 | 1 |